# تایلر بیت
تایلر بیت (انگلیسی: Tyler Bate؛ زادهٔ ۷ مارس ۱۹۹۷) کشتی‌گیر کشتی حرفه‌ای اهل بریتانیا است.